# 江北街道 (陇南市)
江北街道，是中华人民共和国甘肃省陇南市武都区下辖的一个街道办事处。
2014年，陇南市人民政府批复同意调整东江镇管辖区域，设立江北街道办事处。

## 行政区划
江北街道下辖以下地区：
王石坝社区。